# Epiphany (bài hát của BTS)
"Epiphany" là một bài hát của nhóm nhạc nam Hàn Quốc BTS và là bài hát solo của thành viên Jin trong album tổng hợp của nhóm, Love Yourself: Answer (2018). Nó được viết bởi "hitman" bang, Slow Rabbit, và Adora, với Slow Rabbit là nhà sản xuất duy nhất.

## Bối cảnh và phát hành
Video âm nhạc được phát hành trước một tuần so với album Love Yourself: Answer như một đoạn giới thiệu cho sự trở lại. Sau khi phát hành, lượt tìm kiếm tên bài hát đã tăng lên 575%. Nó đã đạt được hơn 20 triệu lượt xem trong 24 giờ đầu tiên.

## Quảng bá
Bài hát đã được quảng bá tại KBS Song Festival năm 2018 vào ngày 29 tháng 12 năm 2018.

## Video âm nhạc
Billboard nói rằng video gắn liền với các video âm nhạc khác của kỷ nguyên "Love Yourself" theo chủ đề và tự sự. Nó rút ra tầm quan trọng của tình yêu bản thân với lời bài hát như, "Tôi là người tôi nên yêu trên thế giới này / Tôi tỏa sáng, linh hồn quý giá này của tôi / Cuối cùng tôi cũng nhận ra / Vì vậy, tôi yêu bản thân tôi / Không quá hoàn hảo nhưng thật đẹp."
Các nhà phê bình khác chỉ ra tính biểu tượng xuyên suốt video, chẳng hạn như hoa calla lily và sổ ghi chép, ý thức đi lùi và về phía trước, xuyên thời gian và qua các phiên bản khác nhau của bản thân, hướng dẫn mình tự yêu bản thân. Đoạn video cũng chuyển từ đen trắng sang màu, thể hiện sự tương phản và tượng trưng cho sự chấp nhận cũng như cam chịu. Phù hợp với vũ trụ được tạo ra thông qua các video âm nhạc trước đây của BTS và chuỗi album Love Yourself, video ngụ ý rằng thành viên Jin, người di chuyển qua lại thời gian đến các vũ trụ song song khác nhau để cố gắng cứu lấy bạn bè của mình, cuối cùng đã nhận ra rằng câu trả lời cho những gì anh ta đang tìm kiếm nằm trong chính mình.
Đoạn giới thiệu được đạo diễn bởi Yong-seok Choi của Lumpens. Các trợ lý giám đốc là Guzza, Park Hyejeong và Jeong Minje của Lumpens. Các nhân sự chủ chốt khác bao gồm Kim Daehong, Shin Seunghoon, giám đốc kỹ thuật, Song Sukki, giám đốc kỹ thuật và Hong Yeongjun. Ngoài ra, Kim Bona và Park Jinsil từ MU:E là giám đốc nghệ thuật.

## Sáng tác
Về mặt âm nhạc, bài hát đã được mô tả là bản nhạc alternative rock, với sự pha trộn giữa guitar acoustic nhẹ nhàng và riff điện gợn sóng. South China Morning Post, tuy nhiên, tuyên bố rằng đó là một "bản ballad kích thích suy nghĩ".
"Epiphany" dài 3:48 phút và ở phím F trưởng với một cây đàn piano dẫn dắt nó. Giọng hát của Jin trải dài từ nốt D3 đến nốt F5. Nó có 136 nhịp mỗi phút.

## Đón nhận
Rolling Stone India nói rằng, "Lời bài hát là một lời hiển linh về thực tế rằng để yêu người khác, trước tiên bạn cần phải nắm vững quá trình để có thể yêu và chấp nhận bản thân mình," với giọng hát của Jin trở nên "mơ mộng và đặc biệt nổi bật trên nền hòa âm và ngẫu hứng". Clash gọi bài hát là "nâng cao tinh thần và mặc khải", bao gồm chủ đề về tình yêu bản thân trong toàn bộ album.
Tại Hoa Kỳ, bài hát đứng ở vị trí số 19 trên bảng xếp hạng Digital Song Sales, bán được hơn 10,000 bản. Trên bảng xếp hạng Canada Digital Song Sales, bài hát đạt vị trí số 28.

## Bảng xếp hạng
| Bảng xếp hạng (2018–20)                | Vị trí cao nhất |
| -------------------------------------- | --------------- |
| Finland Digital Song Sales (Billboard) | 8               |
| French Downloaded Singles (SNEP)       | 61              |
| Hungary (Single Top 40)                | 5               |
| South Korea (Gaon)                     | 30              |
| South Korea (K-pop Hot 100)            | 5               |
| Scotland (OCC)                         | 60              |
| UK Downloaded Singles (OCC)            | 53              |
| US World Digital Songs (Billboard)     | 4               |